# 장혜옥
장혜옥(張惠玉, 1977년 6월 8일~)은 대한민국의 배드민턴 선수, 지도자이다. 1996년 하계 올림픽 여자 복식 부문에서 길영아와 함께 은메달을 획득했다.